# Nada personal (película de 2009)
Nada personal (Nothing Personal) es una película dirigida por Urszula Antoniak. El estreno fue el 14 de agosto de 2009 en el Festival de Cine de Locarno, donde obtuvo seis premios. La actriz Lotte Verbeek fue la Shooting Star Europea 2010. 

## Trama

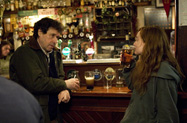
Martin y Anne en un bar

Nada personal cuenta la historia de una joven holandesa, Anne, que deja atrás su vida. Con solo una mochila y algunos elementos básicos como una tienda de campaña y un saco de dormir, parte hacia Irlanda y deambula por la naturaleza en total soledad. Se alimenta de desechos y busca el contacto con los humanos solo con el fin de hacer autostop. Cuando un conductor la recoge y comienza a desabrocharle los pantalones, ella salta del auto a toda velocidad y ahuyenta al conductor con fuertes gritos. A partir de ahora, el viaje sin destino sólo podrá hacerlo a pie. Luego se encuentra con una casa vieja y aislada en un pequeño promontorio en el mar en medio del paisaje desierto y solitario. No se encuentra con nadie al principio, pero entra a la casa de todos modos, dejando rastros obvios e intencionales de su visita. Luego regresa a su tienda aislada con turba que ha robado para hacer una fogata.
Al día siguiente, está sentada en el banco frente a la casa, donde conoce al residente, el anciano solitario Martin. Él le ofrece comida a cambio de ayuda en el jardín. Anne está de acuerdo, pero cuando se entabla un conflicto en la cena, quiere irse de inmediato. Finalmente, los dos llegan a un acuerdo: comida por trabajo, sin contacto ni preguntas personales. De esa forma los dos se reconcilian poco a poco. Martín le explica el trabajo, que incluye cuidar la huerta, recolectar algas (como abono para la huerta), labores domésticas y cortar turba. Por la noche, Anne sigue regresando a su tienda hasta que Martin le da una habitación en la casa. Martin le proporciona las comidas, que pone frente a su habitación, ya que Anne no quiere comer con él. Cuando no están trabajando, leen libros o escuchan música (el trasfondo principal es el Winterreise de Schubert). Pero aunque solo se hablan cuando es necesario, los muros que han construido alrededor de si, poco a poco comienzan a disolverse y se van conociendo mejor. Entre otras cosas, resulta que Martin tiene serios problemas de salud.
Cada vez es más difícil mantener el pacto. Martin revisa las pertenencias de Anne cuando ella está ausente y encuentra su licencia de conducir con su nombre previamente desconocido y su última dirección, tras lo cual visita el apartamento aún vacío en Ámsterdam. En ausencia de Martin, Anne también intenta averiguar más sobre su anfitrión. Además de estos incumplimientos secretos del acuerdo, también hay avances físicos mutuos cada vez más abiertos. Una mañana, Anne encuentra a Martin muerto en su cama, con una carta a su lado disculpándose. La propiedad le pertenece a ella, el testamento y el dinero están en la casa. La carta termina con las palabras "Te amo" en gaélico irlandés ("Tá gná agam duit") e inglés. Anne envuelve el cuerpo en una sábana; lo que luego sucede sólo se insinúa. Al final de la película, se ve a Anne caminando por una ciudad desconocida sin su equipaje, donde se registra en un hotel donde hablan español.

## Antecedentes del rodaje
El rodaje de Nada personal tuvo lugar principalmente en Connemara, "el corazón y el alma de Irlanda" (Urszula Antoniak), en el oeste de Irlanda. El telón de fondo principal fue una casa que originalmente perteneció a la familia de Oscar Wilde. Illaunroe, como se le llama, es una modesta cabaña de pescadores en un estuario en Lough Fee. El padre de Wilde dejó la casa a Oscar Wilde y su medio hermano, el Dr. Enrique Wilson. Wilde una vez escribió un poema sobre este lugar solitario y pacífico y lo llamó "Tierra de Loto". Todavía se puede ver un fresco de la época, pintado por un amigo de Oscar Wilde. Muchos de los muebles, como libros, mapas, pinturas y muebles, son auténticos. Para Urszula Antoniak, el lugar tiene “un carisma increíble. "
En total, el rodaje duró 26 días, dos de los cuales fueron en Holanda y uno en España, en Vejer de la Frontera. Vejer de la Frontera es un pueblo del siglo XII muy bien conservado, que popularmente se llama 'pueblo blanco' porque todos los edificios están pintados con una pintura de cal blanca muy brillante.
Urszula Antoniak pasó seis meses sola escribiendo el guion. La preproducción duró tres meses antes de rodar durante seis semanas. Finalmente, pasaron otros tres meses hasta que se terminó la producción. Su debut en el cine tomó más de un año de trabajo creativo.
Durante la filmación al aire libre en Connemara, el paisaje inclinado dificultó que las cámaras estacionarias encontraran un punto de apoyo. Urszula Antoniak grabó toda la película en película de 16 mm. La cámara de mano era a veces una opción y otras una obligación, ya que algunos lugares en las colinas eran incluso imposibles de alcanzar en camión. Solo subir la colina que domina la casa tomaba 40 minutos. El equipo de iluminación también era muy limitado. Dado que las condiciones de luz externa cambiaban constantemente, era difícil producir una luz constante. El clima también frustró los planes del equipo en varias ocasiones. Los frecuentes chubascos ablandaron el suelo, el subsuelo se convirtió en lodo profundo y el terreno inclinado hizo que disparar una y otra vez fuera una aventura especial.
A pesar de las condiciones extremas, Urszula Antoniak incluye el paisaje en Nada personal de manera especial, convirtiéndolo en el tercer actor principal de la película. La extensión y tamaño del paisaje hace que las personas que lo habitan casi desaparezcan y se conviertan en pequeños puntos en el horizonte. De esta manera, el paisaje se relaciona con las personas de la película. Nada Personal gana así otra dimensión a la trama.
En Nada personal siempre hay escenas en las que la directora observa rostros humanos como un paisaje, utiliza planos largos y tranquilos. En última instancia, Urszula Antoniak eligió lugares, como la casa Illaunroe y el área de Connemara, que siente que tienen "cierta aura".

### Lotte Verbeek como Ana

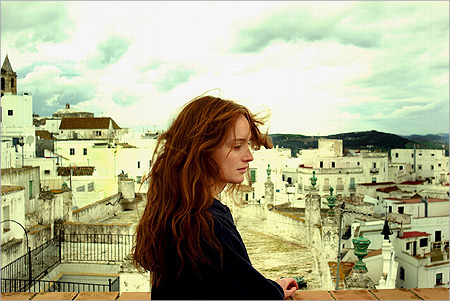
Lotte Verbeek como Ana

Como preparación para su papel en Nada personal, Urszula Antoniak le mostró a Lotte Verbeek la película Sin techo ni ley ("Sans toit ni loi") de Agnès Varda. La actriz protagonista de esta película francesa de 1985, Sandrine Bonnaire, vivió durante semanas en la calle practicando prácticamente su papel de vagabunda. Antoniak le pidió a Verbeek que se preparara para su papel de solitaria usando un método que recordaba a Stanislavsky. (El "Sistema Stanislavsky" se refiere a una teoría de actuación específica que fue desarrollada por Lee Strasberg basándose en las ideas de Constantin S. Stanislavski. Esta técnica estaba destinada a hacer que el actor pareciera lo más auténtico posible para el espectador). Lotte Verbeek se compenetró con el método y pasó tres semanas sin música, espejos o compañía humana. A Verbeek tampoco se le permitió ver imágenes de su propia interpretación durante el rodaje.

## Reseñas
- “La ópera prima de Urszula Antoniak Nothing Personal fue la gran ganadora del festival” [1]
- "Un debut sorprendentemente ajustado..." [2]
- "Conclusión: personajes aislados encuentran un vínculo en una película cautivadora sobre dos solitarios".
- “La actriz holandesa Lotte Verbeek le da carácter y atractivo a la pantalla a un papel complicado y asegurado…”
- "Una hermosa película que cuenta la historia de dos soledades que se unen,.... " [3]
- "Sensualidad en el conflicto entre rebeldía y sabiduría". [4]
- "Magníficamente integrado en el paisaje irlandés, sus colores y sonidos naturales sin exhibirlos como fines en sí mismos, sino utilizándolos como caja de resonancia del estado interior de los protagonistas, Antoniak habla en voz baja pero contundente del dolor y su superación.... " [5]
- "En su obra concentrada, casi arcaica, la directora polaca describe el encuentro de una mujer joven (Lotte Verbeck) y un anciano (Stephen Rea), dos almas adoloridas que se acercan a la soledad y la naturaleza salvaje de la Connemara irlandesa como dos animales tímidos.. " [6]
- “Antoniak no convierte en héroes a sus dos negadores de relaciones, ni siquiera les da un perfil psicológico, sino a lo sumo un esbozo. " [7]

## Premios
La película ganó seis premios en el Festival de Cine de Locarno 2009 ( Mejor Actriz: Lotte Verbeek, Mejor Ópera Prima, Premio del Jurado Joven, Premio FIPRESCI, Premio Cicae, Mención Especial del Jurado Ecuménico ). Nada personal ganó cuatro premios en el Festival de Cine Holandés de Utrecht: Mejor Película, Mejor Director, Mejor Diseño de Sonido: Jan Scherma, Mejor Fotografía: Daniel Bouquet. Poco tiempo después, la película recibió el Giraldillo de Plata en la VI Festival de Cine Europeo de Sevilla. Luego de ello, Nada personal tuvo mucho éxito en el Hofer Filmtage 2009. De vuelta a casa en los Países Bajos, el debut de Urszula Antoniak también se celebró como una película de éxito. Se otorgó un honor especial a la actriz principal de la película, Lotte Verbeek, quien fue votada como “Estrella fugaz europea 2010” por un jurado internacional. En el Festival Internacional de Cine de Marrakech en Marruecos en diciembre de 2009 fue premiada como "Mejor Actuación Femenina". Los diez recién llegados seleccionados se dieron a conocer los días 13 y 14 Presentado en la Berlinale en febrero. En los European Film Awards de 2010, Verbeek fue nominada a Mejor Actriz y Antoniak a Mejor Ópera Prima.